# C'era una volta Hollywood
C'era una volta Hollywood (That's Entertainment!) è un film del 1974 prodotto dalla Metro-Goldwyn-Mayer per celebrare il cinquantesimo anniversario dei suoi studi.
Il film, realizzato dal regista e sceneggiatore Jack Haley Jr. sotto la supervisione del produttore esecutivo Daniel Melnick, è dedicato in particolare ai film musicali della MGM realizzati dagli anni '20 agli anni '50.
Il titolo originale del film, That's Entertainment!, è lo stesso di una canzone scritta da Arthur Schwartz e Howard Dietz per il film Spettacolo di varietà.

## Sequel
Nel 1976 è uscito Hollywood... Hollywood (That's Entertainment, Part II).
Nel 1994 è uscito il terzo film That's Entertainment! III.